# Cottus aturi
Cottus aturi är en fiskart som  ingår i  familjen simpor. IUCN kategoriserar arten globalt som livskraftig.